# Ронель
Роне́ль (фр. Ronel) — колишній муніципалітет у Франції, у регіоні Окситанія, департамент Тарн. Населення — 283 осіб (2011).
Муніципалітет був розташований на відстані близько 560 км на південь від Парижа, 70 км на схід від Тулузи, 15 км на південний схід від Альбі.

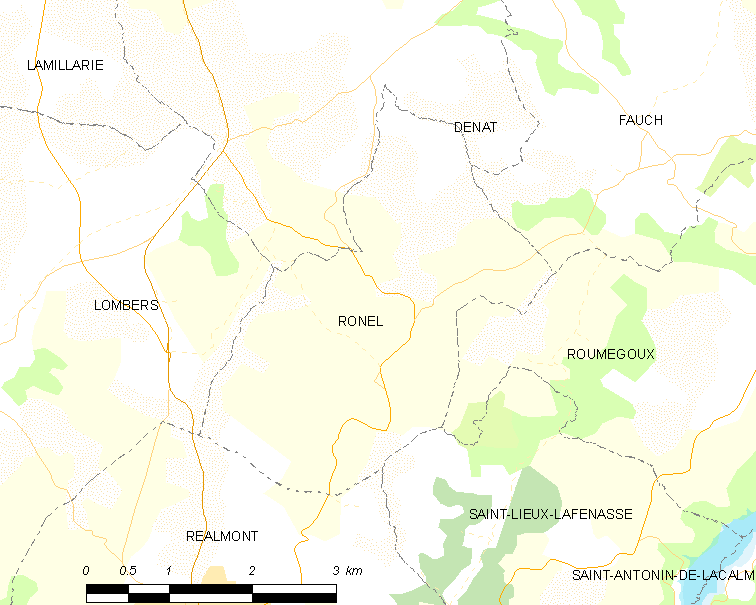

## Історія
До 2015 року муніципалітет перебував у складі регіону Південь-Піренеї. Від 1 січня 2016 року належав до нового об'єднаного регіону Окситанія.
1 січня 2019 року Ронель, Румегу, Сент-Антонен-де-Лакальм, Сен-Льє-Лафенасс, Терр-Клап'є i Ле-Траве було об'єднано в новий муніципалітет Терр-де-Банкальє.

## Демографія
Динаміка населення (INSEE ):
Розподіл населення за віком та статтю (2006):
| Стать | Всього | До 15 років | 15-24 | 25-44 | 45-64 | 65-85 | Понад 85 |
| --- | ------ | ----------- | ----- | ----- | ----- | ----- | -------- |
| Чоловіки | 98     | 25          | 0     | 33    | 26    | 14    | 0        |
| Жінки | 79     | 8           | 4     | 22    | 19    | 22    | 4        |
| \| Статево-вікова піраміда \| Статево-вікова піраміда \| Статево-вікова піраміда \| \| ----------------------- \| ----------------------- \| ----------------------- \| \| Чоловіки \| Вік \| Жінки \| \| 0 \| 85 + \| 4 \| \| 0 \| 80-84 \| 7 \| \| 7 \| 75-79 \| 4 \| \| 7 \| 70-74 \| 4 \| \| 0 \| 65-69 \| 7 \| \| 4 \| 60-64 \| 4 \| \| 4 \| 55-59 \| 0 \| \| 7 \| 50-54 \| 4 \| \| 11 \| 45-49 \| 11 \| \| 7 \| 40-44 \| 0 \| \| 11 \| 35-39 \| 11 \| \| 0 \| 30-34 \| 0 \| \| 15 \| 25-29 \| 11 \| \| 0 \| 20-24 \| 4 \| \| 0 \| 15-20 \| 0 \| \| 7 \| 10-14 \| 4 \| \| 7 \| 5-9 \| 4 \| \| 11 \| 0-4 \| 0 \| |        |             |       |       |       |       |          |
| Статево-вікова піраміда |        |             |       |       |       |       |          |
| Чоловіки | Вік    | Жінки       |       |       |       |       |          |
| 0 | 85 +   | 4           |       |       |       |       |          |
| 0 | 80-84  | 7           |       |       |       |       |          |
| 7 | 75-79  | 4           |       |       |       |       |          |
| 7 | 70-74  | 4           |       |       |       |       |          |
| 0 | 65-69  | 7           |       |       |       |       |          |
| 4 | 60-64  | 4           |       |       |       |       |          |
| 4 | 55-59  | 0           |       |       |       |       |          |
| 7 | 50-54  | 4           |       |       |       |       |          |
| 11 | 45-49  | 11          |       |       |       |       |          |
| 7 | 40-44  | 0           |       |       |       |       |          |
| 11 | 35-39  | 11          |       |       |       |       |          |
| 0 | 30-34  | 0           |       |       |       |       |          |
| 15 | 25-29  | 11          |       |       |       |       |          |
| 0 | 20-24  | 4           |       |       |       |       |          |
| 0 | 15-20  | 0           |       |       |       |       |          |
| 7 | 10-14  | 4           |       |       |       |       |          |
| 7 | 5-9    | 4           |       |       |       |       |          |
| 11 | 0-4    | 0           |       |       |       |       |          |

## Економіка
У 2007 році серед 137 осіб у працездатному віці (15-64 років) 116 були активні, 21 — неактивна (показник активності 84,7%, у 1999 році було 71,0%). З 116 активних працювало 108 осіб (55 чоловіків та 53 жінки), безробітних було 8 (6 чоловіків та 2 жінки). Серед 21 неактивної 6 осіб було учнями чи студентами, 10 — пенсіонерами, 5 були неактивними з інших причин.
У 2010 році в муніципалітеті числилось 105 оподаткованих домогосподарств, у яких проживали 269,0 особи, медіана доходів виносила 18 996 євро на одного особоспоживача